# 裏見滝

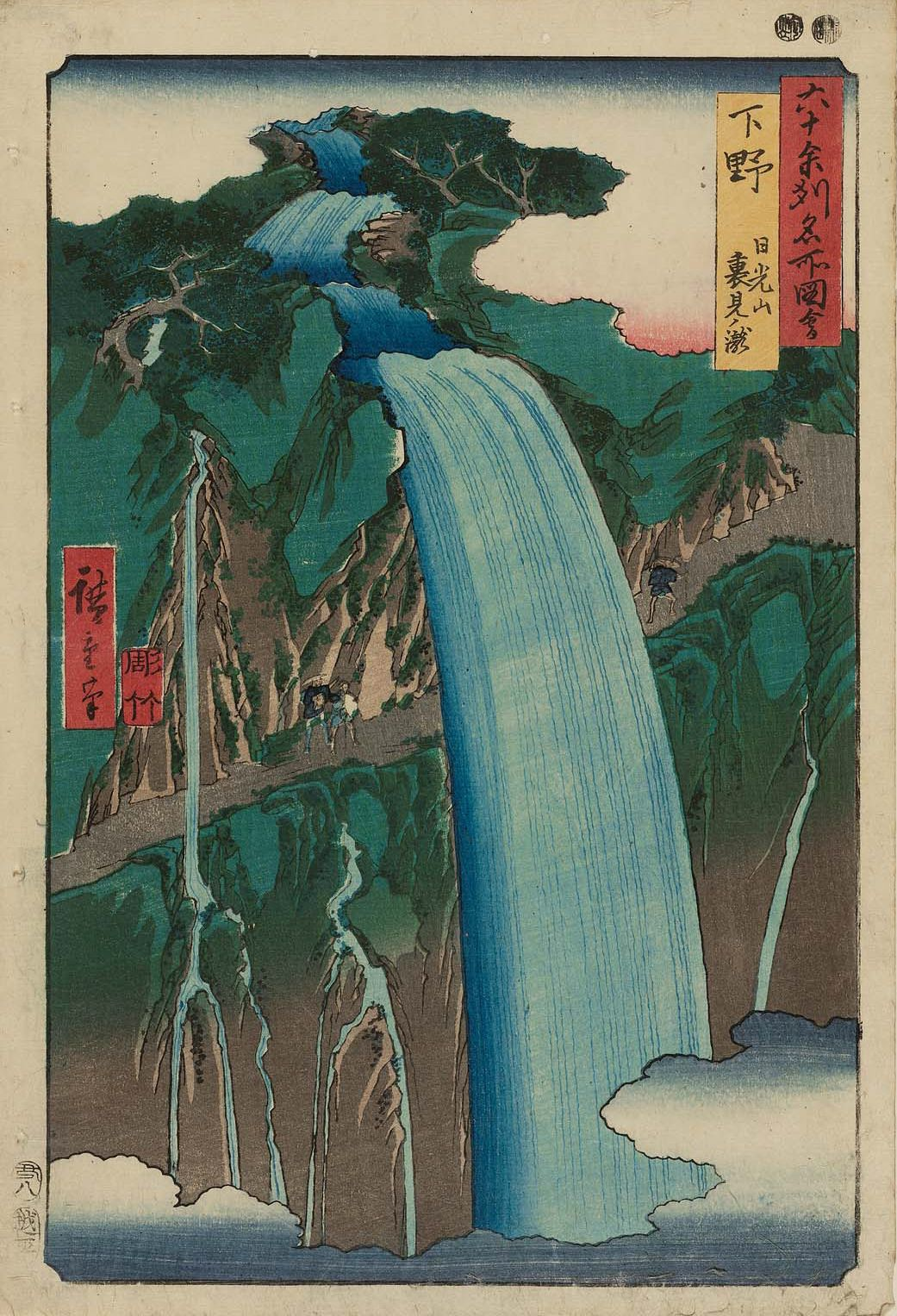
歌川広重

裏見滝（うらみたき）は栃木県日光市にある滝。「裏見ノ滝」と表記することもある。
安良沢国有林の中に位置し、大谷川の支流である荒沢川にある。高さ19m。かつては滝の裏側に設けた道からも姿を見られたので、この名が付けられた。華厳滝、霧降の滝とともに日光三名瀑の1つとされる（「奥日光名瀑三滝」は華厳ノ滝・竜頭の滝・湯滝とされる）。
崖の上半分は板状の輝石安山岩（第四紀）、下半分は流紋岩（第三紀）からなり、その間に厚さ約2mの赤褐色の集塊岩がある。日光三名瀑の他の2つより規模は小さいが、中央の集塊岩が浸食された所に道を設けて滝を裏側から見ることが可能となっていたため、珍しい存在だった。
滝の裏には寛永元年（1624年）に出羽三山から迎えられたという不動明王像が現在もある。松尾芭蕉は元禄2年（1689年）に裏見滝を訪れ、滝に関する記述と俳句を奥の細道に残している。1902年（明治35年）に滝上部の岩が崩壊し、裏から見ることができなくなった。芭蕉の句碑が国道120号の安良沢橋の脇に建てられている。

## アクセス
- 日光駅または東武日光駅から東武バス中禅寺温泉行きや湯元温泉行きで約11分、「裏見の滝」下車。徒歩約40分。
- 日光宇都宮道路清滝インターチェンジから国道120号を神橋方面に1km、裏見滝入口を左折し、栃木県道195号裏見滝線で2km。